# Aligerno
Aligerno fue un líder militar ostrogodo, durante la Guerra Gótica (535-554). Al final de la guerra Aligerno se había unido al ejército bizantino. Las principales fuentes que hay sobre él son Procopio y Agatías.

## Biografía
Agatías describe a Aligerno como el hijo de Fredigerno (Fritigern) y hermano menor de Teya, rey de los ostrogodos (r. 552-553). Procopio considera que Aligerno es hermano de Totila (r. 541-552). Probablemente es un error puesto que no podría haber sido hermano de ambos monarcas. Los historiadores modernos consideran más fiable la versión de Agatías.
Es mencionado por primera vez, sin nombrarlo, en 552 por Procopio. Totila designó a Herodiano y a Aligerno al mando de la ciudad de Cumas. Lo que ocurrió con Herodiano es incierto. Se cita a Aligerno defendiendo la ciudad el 554, tras las muertes Totila y Teya. Agatías explica como Aligerno continuó defendiendo la ciudad desde la posición defensiva más fuerte y con una aparente "abundancia de suministros". También como, durante el asedio bizantino a la ciudad, Aligerno mató a Paladio.
La situación cambió cuando los francos invadieron la península itálica. La nueva amenaza convenció a Aligerno de rendir la ciudad a finales del 553 o principios del 554. Visitó a Narsés, el general bizantino en Italia, para entregar las llaves de la ciudad. Narses inmediatamente envió a Aligerno a Caesena, para un primer encuentro con los francos. Su intento de ahuyentar a los francos de marchar sobre Cumas falló.
Aligerno luchó del lado bizantino en la Batalla de Casilino (en octubre del 554), que resultó ser una victoria bizantina decisiva. Nada más se sabe de él tras esto.